# Petals for Armor II
Petals for Armor II è il secondo EP della cantante statunitense Hayley Williams, pubblicato il 21 aprile 2020.

## Tracce
1. Dead Horse – 3:19 (Hayley Williams, Daniel James)
2. My Friend – 3:39 (Hayley Williams, Joey Howard)
3. Over Yet – 3:34 (Hayley Williams, Joey Howard, Steph Marziano)
4. Roses/Lotus/Violet/Iris – 5:21 (Hayley Williams, Taylor York, Daniel James)
5. Why We Ever – 4:23 (Hayley Williams, Micah Tawlks)

## Formazione
- Hayley Williams – voce; tastiera in My Friend, Over Yet e Why We Ever
- Taylor York – produzione, strumentazione aggiuntiva
- Joey Howard – basso; tastiera in My Friend e Roses/Lotus/Violet/Iris; programmazione in My Friend
- Aaron Steel – batteria; percussioni e conga in Roses/Lotus/Violet/Iris
- Steph Marziano – tastiera e programmazione in Over Yet
- Daniel James – arrangiamento archi e produzione aggiuntiva in Roses/Lotus/Violet/Iris
- Benjamin Kaufman – violino e violoncello in Roses/Lotus/Violet/Iris
- Julien Baker – cori in Roses/Lotus/Violet/Iris
- Phoebe Bridgers – cori in Roses/Lotus/Violet/Iris
- Lucy Dacus – cori in Roses/Lotus/Violet/Iris
- Carlos de la Garza – missaggio, ingegneria del suono
- Kevin "K-Bo" Boettger – assistenza all'ingegneria del suono
- Michael Craver – assistenza all'ingegneria del suono, assistenza al missaggio
- David Fitzgibbons – assistenza all'ingegneria del suono, assistenza al missaggio
- Michelle Freetly – assistenza all'ingegneria del suono
- Jake Butler – assistenza all'ingegneria del suono
- Dave Cooley – mastering